# أولاد عزوز بير الدخاس (الرميلة)
أولاد عزوز بير الدخاس هو دُوَّار يقع بجماعة سيدي بوعثمان، إقليم الرحامنة، جهة مراكش آسفي في المملكة المغربية. ينتمي الدوّار لمشيخة الرميلة التي تضم 18 دوار. يقدر عدد سكانه بـ 162 نسمة حسب الإحصاء الرسمي للسكان والسكنى لسنة 2004.

## روابط خارجية
- البوابة الوطنية للجماعات الترابية
- المندوبية السامية للتخطيط